# Nina Solheim
Nina Solheim (4 de agosto de 1979) é uma taekwondista norueguesa, nascida na Coreia do Sul, ela foi adotada aos sete anos de idade por pais noruegueses.
Nina Solheim competiu nos Jogos Olímpicos de 2004 e 2008, na qual conquistou a medalha de prata, em 2008.